# Municipio Sunuapa
Koordinaten: 17° 29′ 0″ N, 93° 15′ 0″ W
Sunuapa ist ein Municipio im mexikanischen Bundesstaat Chiapas. Der Name des Ortes kommt aus dem Nahuatl und bedeutet „Fluss der Jonotes“ (jonote ist der Name einer Frucht).
Das Municipio ist 78,6 km² groß und hat etwas über 2.000 Einwohner. Verwaltungssitz und größter Ort des Municipios ist das gleichnamige Sunuapa.

## Geographie
Das Municipio Sunuapa liegt im Nordwesten des mexikanischen Bundesstaats Chiapas auf Höhen unter 900 m. Es zählt zu 99 % zur physiographischen Provinz der Sierra Madre de Chiapas, der Rest zu den südlichen Küstenebenen des Golfs von Mexiko; es liegt gänzlich in der hydrologischen Region Grijalva-Usumacinta. Die Geologie des Municipios wird zu 86 % von Sandstein bestimmt bei 11 % Sandstein-Lutit; vorherrschende Bodentypen sind der Acrisol (89 %) und Luvisol (11 %). Etwa 67 % der Gemeindefläche werden als Weideland genutzt, 25 % sind bewaldet, 5 % dienen dem Ackerbau.
Das Municipio Sunuapa grenzt an die Municipios Pichucalco und Ostuacán.

## Bevölkerung
Beim Zensus 2010 wurden im Municipio 2235 Menschen in 469 Wohneinheiten gezählt. Davon wurden sieben Personen als Sprecher einer indigenen Sprache registriert. Gut 20 Prozent der Bevölkerung waren Analphabeten. 703 Einwohner wurden als Erwerbspersonen registriert, wovon 83,5 % Männer bzw. 4,4 % arbeitslos waren. 36 % der Bevölkerung lebten in extremer Armut.

## Orte
Das Municipio Sunuapa umfasst 13 bewohnte localidades, von denen lediglich der Hauptort vom INEGI als urban klassifiziert ist. Drei Orte wiesen beim Zensus 2010 eine Einwohnerzahl von über 200 auf, sechs Orte hatten weniger als 100 Einwohner. Die größten Orte sind:
| Ort         | Einwohner |
| Sunuapa     | 807       |
| San Pedro   | 298       |
| La Libertad | 288       |